# Rajd Francji 1974
Rajd Korsyki 1974 - Rajd Francji (18. Tour de Corse - Rallye de France) – 18 Rajd Korsyki rozgrywany we Francji w dniach 30 listopada-1 grudnia. Była to ósma runda Rajdowych Mistrzostw Świata w roku 1974. Rajd został rozegrany na asfalcie. Baza imprezy była zlokalizowana we Francji na Korsyce w miejscowości Ajaccio. 

## Zwycięzcy odcinków specjalnych[1]
| Etap             | OS | Godzina | Nazwa                              | Długość  | Zwycięzca            | Czas  | Śred. pręd. | Lider rajdu         |
| ---------------- | -- | ------- | ---------------------------------- | -------- | -------------------- | ----- | ----------- | ------------------- |
| 1 (30 lis-1 gru) | 1  |         | Luri - Canari                      | 23,90 km | Jean-Pierre Nicolas  | 18:12 | 78,79 km/h  | Jean-Pierre Nicolas |
| 1 (30 lis-1 gru) | 2  |         | Santo Pietro - Croisement N199/D12 | 34,50 km | Jean-Pierre Manzagol | 24:46 | 83,58 km/h  | Jean-Pierre Nicolas |
| 1 (30 lis-1 gru) | 3  |         | Albertacce - X rf9/N195            | 30,30 km | Jean-Pierre Nicolas  | 26:34 | 68,43 km/h  | Jean-Pierre Nicolas |
| 1 (30 lis-1 gru) | 4  |         | Coti Chiavari - Stiliccione        | 21,10 km | Jean-Pierre Manzagol | 12:18 | 102,93 km/h | Jean-Pierre Nicolas |
| 1 (30 lis-1 gru) | 5  |         | Porto Vecchio - Zonza              | 37,80 km | Jean-Louis Clarr     | 26:36 | 85,26 km/h  | Jean-Pierre Nicolas |
| 1 (30 lis-1 gru) | 6  |         | Aullène - Mocca Crocce             | 18,20 km | Jean-Claude Andruet  | 15:34 | 70,15 km/h  | Jean-Pierre Nicolas |
| 1 (30 lis-1 gru) | 7  |         | Tavera - Bastelica                 | 17,10 km | Jean-Claude Andruet  | 14:05 | 72,85 km/h  | Jean-Pierre Nicolas |
| 1 (30 lis-1 gru) | 8  |         | Bastilica - Cauro                  | 18,80 km | Jean-Claude Andruet  | 9:56  | 113,56 km/h | Jean-Claude Andruet |
| 1 (30 lis-1 gru) | 9  |         | Palneca - Ghisoni                  | 34,60 km | Jean-Claude Andruet  | 28:54 | 71,83 km/h  | Jean-Claude Andruet |
| 1 (30 lis-1 gru) | 10 |         | Kamiesh - Zonza                    | 38,20 km | Jean-Pierre Nicolas  | 29:49 | 76,87 km/h  | Jean-Claude Andruet |
| 1 (30 lis-1 gru) | 11 |         | Aullène - Zicavo                   | 25,20 km | Jean-Claude Andruet  | 19:46 | 76,49 km/h  | Jean-Claude Andruet |
| 1 (30 lis-1 gru) | 12 |         | Cozzano - Ghisoni                  | 33,80 km | Jean-Claude Andruet  | 27:04 | 74,93 km/h  | Jean-Claude Andruet |
| 1 (30 lis-1 gru) | 13 |         | Ghisoni - Muracciole               | 16,60 km | Jean-Pierre Nicolas  | 13:18 | 74,89 km/h  | Jean-Claude Andruet |
| 1 (30 lis-1 gru) | 14 |         | Talasani - La Porta                | 24,80 km | Jean-Claude Andruet  | 20:15 | 72,85 km/h  | Jean-Claude Andruet |

## Wyniki końcowe rajdu[2]
| Msc. | Kierowca             | Pilot                   | Samochód                 | Czas    | Strata   | Punkty |
| ---- | -------------------- | ----------------------- | ------------------------ | ------- | -------- | ------ |
| 1    | Jean-Claude Andruet  | 'Biche'                 | Lancia Stratos HF        | 4:49.10 | 0.0      | 20     |
| 2.   | Jean-Pierre Nicolas  | Vincent Laverne         | Alpine-Renault A110 1800 | 4:52.38 | +3.28    | 15     |
| 3.   | Jean-Luc Thérier     | Michel Vial             | Alpine-Renault A310      | 5:12.09 | +22.59   |        |
| 4.   | Jean-Pierre Manzagol | Jean-François Filippi   | Alpine-Renault A110 1800 | 5:14.43 | +25.33   |        |
| 5.   | Gérard Larrousse     | Christian Delferrier    | Alpine-Renault A110 1800 | 5:16.47 | +27.37   |        |
| 6.   | Fulvio Bacchelli     | Bruno Scabini           | Fiat Abarth 124 Rallye   | 5:26.27 | +37.17   | 6      |
| 7.   | Jean-Louis Clarr     | Jean-François Fauchille | Opel Ascona              | 5:33.57 | +44.47   | 4      |
| 8.   | Jean-François Piot   | Jacques Jaubert         | Renault 17 Gordini       | 5:37.45 | +48.35   | 3      |
| 9.   | Jean-Marie Soriano   | Robert Simonetti        | Alpine-Renault A110 1800 | 6:08.38 | +1:19.28 |        |
| 10.  | Guy Fréquelin        | Jean Thimonier          | Alfa Romeo Alfetta       | 6:09.57 | +1:20.47 | 1      |

## Końcowa klasyfikacja producentów
| Lp | Producent      | Pkt. |
| -- | -------------- | ---- |
| 1  | Lancia         | 94   |
| 2  | Fiat           | 69   |
| 3  | Ford           | 54   |
| 4  | Toyota         | 32   |
| 5  | Alpine-Renault | 29   |

- Uwaga: Tabela obejmuje tylko pięć pierwszych miejsc.